# راجا (فیلم)
راجا (به هندی: Raaja) فیلمی محصول سال ۱۹۷۵ و به کارگردانی کی. شانکار است. در این فیلم بازیگرانی همچون ریشی کاپور، سولاکشانا پاندیت، پریم چوپرا، آسرانی، آریونا ایرانی، دیوید ابراهیم چلوکار، جاگدیپ و اوم پراکاش ایفای نقش کرده‌اند.